# École d'ingénieurs ISIS
Pour les articles homonymes, voir Isis (homonymie).
L’école d'ingénieurs « Informatique et Systèmes d'information pour la santé » (ISIS) est l'une des 204 écoles d'ingénieurs françaises accréditées au 1er septembre 2020 à délivrer un diplôme d'ingénieur.
L'établissement est un département de l’institut national universitaire Jean-François Champollion (campus sur Albi, Castres et Rodez). Elle est membre de la CDEFI et du Groupe INSA (en tant qu'INSA Partenaire).

## Enseignement
L'école ISIS Castres forme des ingénieurs polyvalents dans le domaine de la santé connectée (informatique pour la santé, e-santé, dispositif médical connecté, IoT et Big Data pour la santé). Les diplômés sont destinés aux métiers associant l’ingénierie informatique d’une part, la connaissance des pratiques et des usages des professionnels de la santé d’autre part.
La formation ISIS est proposée à travers un cycle d’études en cinq ans : 
- 1er cycle (deux ans, niveau Bac+2) avec un programme commun aux INSA (25 % liés à la spécialité santé connectée, 75 % du tronc commun[4] de l'INSA). Ce cycle est accessible aux titulaires d'un Bac Mathématique + 1 spécialité scientifique au choix. ISIS école d'ingénieurs propose également de poursuivre ce cursus avec l'option L.AS : licence accès santé.
- cycle ingénieur (trois ans, niveau Bac+5), en formation initiale ou en formation par apprentissage. Ce cycle est accessible aux titulaires d'un Bac+2 (CPGE, BUT, BTS, Licence, etc.) ;
- Des transferts chaque année avec les autres écoles du groupe INSA, des passerelles avec l'INSA Toulouse en dernière année (parcours PTP ISS - Innovative Smart System[5] et Master of Science ISS[6]).

De plus, ISIS Castres propose :
- Un cursus international à travers des doubles diplômes à l’étranger (université Polytechnique de Catalogne, ÉTS Montréal ) ou des échanges avec les universités étrangères partenaires dans le cadre d'une mobilité obligatoire de 12 semaines;
- Une passerelle avec l'ISIFC de Besançon, pour des élèves souhaitant suivre un cursus de Génie Biomédical.

Equipée d'un Connected Health Lab, l'école travaille en partenariat avec des professionnels, comme les laboratoires Pierre Fabre et l'entreprise Altran. 
Chaque année, il s'y déroule une Université d'été sur l'e-santé, regroupant plusieurs professionnels du secteur.

## Vie étudiante

### Vie associative
La vie associative est articulée autour du BDE (Bureau des étudiants) Osiris. En effet, un bureau, élu chaque année, organise de nombreux événements pour souder les étudiants entre eux. 

### Campus
L'école est basée sur le campus universitaire de La Borde Basse à Castres. A proximité de l'école, les étudiants disposent ainsi du restaurant et de logements universitaire du CROUS et de la Maison Campus. Ce dernier bâtiment est le cœur du campus et regroupe des espaces de travail, bibliothèques universitaires, espaces de détente ou encore un FabLab.

### Evènements
De nombreux événements rythment la vie étudiante : Week-end et journée d'intégration, Gala, Remise des diplômes, Semaine de l'étudiant, 48H Insa...